# Paracantha cultaris
Paracantha cultaris är en tvåvingeart som först beskrevs av Daniel William Coquillett 1894.  Paracantha cultaris ingår i släktet Paracantha och familjen borrflugor. Inga underarter finns listade i Catalogue of Life.